# Автора! Автора!
«Автора! Автора!» (англ. Author! Author!) — американский художественный фильм 1982 года, поставленный режиссёром Артуром Хиллером по сценарию Исраэла Хоровица, написанному на основе собственного опыта воспитания двоих детей после развода.
Главные роли в фильме исполнили Аль Пачино, Тьюсдей Уэлд и Дайан Кэннон.
Премьера фильма состоялась 18 июня 1982 года в США.

## Сюжет
Драматург армянского происхождения Айвэн Травальян работает на Бродвее — пишет пьесы для спектаклей. Вот-вот должна состояться премьера его новой пьесы, над которой он работал два года. Но продюсер всё откладывает и откладывает премьеру.
Кроме того Айвэна ожидает личная неприятность — его бросает жена Глория. Айвэн остаётся с пятью детьми — со своим родным сыном и четырьмя детьми Глории от её трёх прошлых браков. Скрашивает жизнь сценариста в этот тяжёлый период актриса Элис Детройт, которая играет главную роль в новом спектакле самого Айвэна, и он с ней немного сближается.

## В ролях
- Аль Пачино — Айвэн Травальян
- Дайан Кэннон — Элис Детройт
- Тьюсдей Уэлд — Глория Травальян
- Боб Диши — Файнштайн
- Боб Эллиотт — Патрик Диклер
- Рэй Гоулдинг — Джеки Дикер
- Эрик Гэрри — Игорь
- Алан Кинг — Креплих
- Андре Грегори — Джи Джи
- Ари Майерс — Дебби
- Элва Джозефсон (Лефф) — Бонни

## Съёмочная группа
- Автор сценария: Исраэл Хоровиц
- Режиссёр: Артур Хиллер
- Продюсер: Ирвин Уинклер
- Оператор: Виктор Джей Кемпер
- Композитор: Дейв Грусин
- Художник: Джин Рудолф
- Монтаж: Уильям Рейнолдс